# Hoskoti, Sampgaon
Hoskoti là một làng thuộc tehsil Sampgaon, huyện Belgaum, bang Karnataka, Ấn Độ.